# Chris Murphy (homme politique)
Pour les articles homonymes, voir Chris Murphy.
Christopher Scott Murphy, dit Chris Murphy, né le 3 août 1973 à White Plains (État de New York), est un homme politique américain.
Membre du Parti démocrate, Murphy représente le cinquième district congressionnel du Connecticut à la Chambre des représentants des États-Unis de 2007 à 2013, date de sa prise de fonction au Sénat des États-Unis, où il est élu en 2012 face à Linda McMahon. Il est réélu en 2018 avec une marge plus confortable, puis en 2024.

## Enfance et études
Chris Murphy est né à White Plains dans le comté new-yorkais de Westchester d'un père avocat et d'une mère enseignante. Il grandit à Wethersfield dans le centre du Connecticut. Étudiant du Williams College, il passe un an au Collège d'Exeter d'Oxford en Angleterre et est diplômé d'un baccalauréat universitaire en 1996. Il obtient un doctorat en droit de l'université du Connecticut en 2002 et devient avocat.

## Carrière politique

### Élu local
Parallèlement à ses études, Murphy siège de 1997 à 1999 à la commission de l'urbanisme de Southington. Il est élu à la Chambre des représentants du Connecticut en 1998 face au républicain sortant Angelo M. Fusco. Il entre au Sénat de l'État en 2003.

### Chambre des représentants
En 2006, il se présente à la Chambre des représentants dans le 5e district du Connecticut face à la républicaine sortante Nancy Johnson (en), élue depuis 24 ans. Johnson attaque Muphy pour ses votes en faveur de hausses d'impôts. Murphy critique les liens de Johnson avec l'industrie pharmaceutique et son soutien à l'impopulaire George W. Bush et à la tout aussi peu populaire guerre d'Irak. Il est élu avec 56,5 % des voix tandis que les démocrates reprennent le contrôle de la Chambre des représentants. Il est réélu avec 59,3 % des suffrages en 2008 et 54,1 % en 2010.

### Sénat
Alors que le sénateur sortant Joseph Lieberman décide de ne pas solliciter un nouveau mandat, Murphy annonce sa candidature au Sénat. Le 14 août 2012, il remporte l'investiture démocrate avec 66,7 % des voix face à la secrétaire de l’État Susan Bysiewicz,. Lors de l’élection générale, il affronte la femme d'affaires républicaine Linda McMahon. Elle dépense plus de 42 millions de dollars de sa fortune personnelle et critique Murphy pour ses difficultés financières passées et une « généreuse hypothèque » qu'il aurait reçu. Même si l’État est favorable aux démocrates, l'élection est longtemps considérée comme serrée. De nombreuses personnalités démocrates viennent faire campagne aux côtés de Murphy (dont Bill Clinton et plusieurs sénateurs) et le président Barack Obama apparaît dans une publicité en sa faveur. Il réalise de bonnes performances aux débats télévisés et McMahon est attaquée pour ses positions ambigües sur la sécurité sociale. Fin octobre, Murphy prend de l'avance dans les sondages. Le 6 novembre 2012, il bat McMahon avec environ 55 % des suffrages,. Âgé de 39 ans, il est alors le plus jeune sénateur du pays.
Le 15 juin 2016, à la suite de la tuerie d'Orlando, il se lance dans plus de quatorze heures d'obstruction parlementaire en vue d'obtenir du Congrès qu'il agisse pour un meilleur contrôle des armes à feu aux États-Unis,.
Murphy est réélu en 2018 avec une marge plus confortable (59,5 % contre 39,3 % pour le républicain Matthew Corey).
Candidat à sa réélection aux élections de 2024, il n'a pas d'adversaire pour la primaire démocrate et remporte largement l'élection générale de novembre, de nouveau contre le républicain Matthew Corey.

## Vie privée
Chris Murphy épouse en 2007 Cathy Holahan, elle aussi avocate. Ils ont ensemble deux garçons.

## Positions politiques
L'analyse de ses votes et de ses prises de positions montre que Chris Murphy est un libéral (au sens « de gauche ») légèrement populiste.
Élu au Sénat quelques semaines avant la tuerie de l'école primaire Sandy Hook, qui s'est déroulée dans son État, Murphy est l'un des principaux partisans du contrôle des armes à feu au Congrès.
Il est l'un des principaux rédacteurs (avec Kyrsten Sinema, John Cornyn et Thom Tillis) d'un amendement à la proposition de loi Bipartisan Safer Communities Act (en) visant à limiter l'accès aux armes à feu. La loi approfondit l'analyse des dossiers des candidats à l'achat d'une arme à feu âgés entre 18 et 21 ans et incite les États à partager leurs dossiers sur les crimes commis pendant la jeunesse avec les autorités fédérales et à créer leurs propres lois pour définir un système d'alerte sur les personnes potentiellement dangereuses. La loi permet aussi d'interdire aux personnes condamnées pour des violences conjugales d'obtenir une arme à feu. La loi est bien moins restrictive que ce que souhaitait le président Joe Biden (interdiction des armes de guerre semi-automatiques et contrôles unilatéraux) mais elle bénéficie du soutien de certains républicains au Sénat, dans sa rédaction comme dans son vote. En juin 2022, l'amendement est approuvé par 65 voix pour et 33 contre (tous républicains). C'est la première loi votée par le Sénat sur le contrôle des armes à feu depuis plusieurs décennies,. Le président Biden promulgue la loi le 25 juin 2022.
La loi Bipartisan Safer Communities comprend des mesures relatives à la santé mentale et Murphy relie l'utilisation des armes à feu (en particulier dans les suicides) et les problèmes d'isolement social. Murphy s'implique dans ce sujet, en particulier avec Richard Weissbourd (en), psychologue à l'université Harvard. Il cherche à lutter contre l'isolement des individus dans la société américaine causée, selon lui, par la diminution de la participation aux services religieux ou à différents autres endroits de socialibilisation traditionnels. Murphy voit cet isolement et l'individualisme généralisé dans la société comme une conséquence de l'économie néolibérale dans laquelle les règles imposées par l'État sont très limitées.